# 주빌리 아레나
주빌리 아레나(영어: Jubilee Arena, 프랑스어: Aréna Jubilée)은 캐나다 퀘벡주 몬트리올에 위치한 실내 경기장이다. 과거 NHA/NHL 카나디앵 드 몽레알의 홈경기장으로 사용했다.

## 같이 보기
- 내셔널 하키 리그